# Supraphon
La Supraphon è un'etichetta discografica ceca principalmente indirizzata alla pubblicazione di opere di musica classica.

## Storia
Il nome Supraphon, (originariamente utilizzato per un giradischi elettrico, una meraviglia tecnica all'epoca), venne brevettato nel 1932 e dopo la fine della seconda guerra mondiale fu l'etichetta ceca per i dischi destinati sia al mercato interno che all'esportazione, giocando un ruolo significativo nel far conoscere le incisioni ceche di musica classica dei tardi anni 1940. 
In Cecoslovacchia era una delle tre maggiori etichette discografiche di stato assieme alla Panton e Opus.

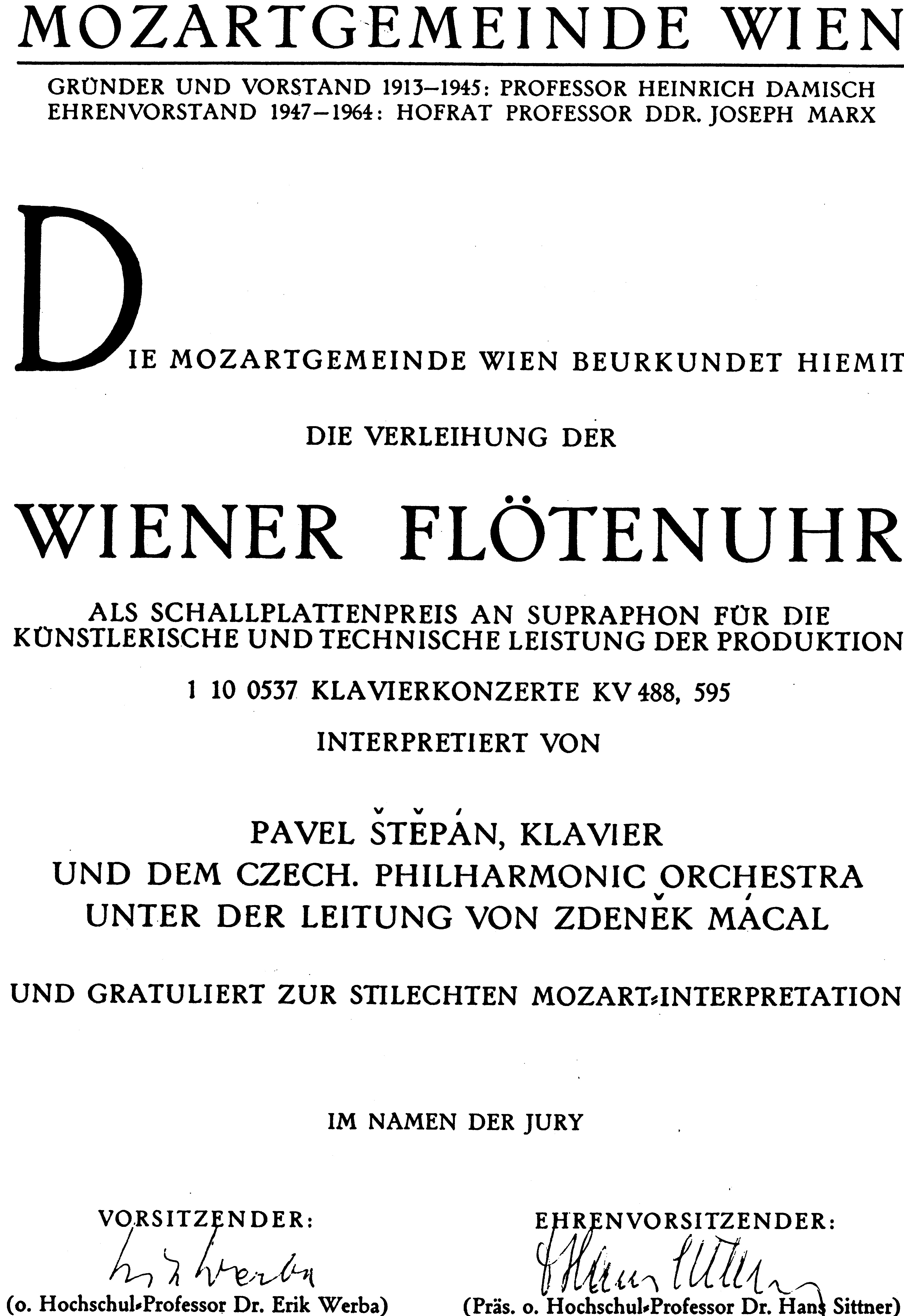
Wiener Flötenuhr 1971

## Catalogo
Venivano privilegiati i repertori degli artisti cechi come Bedřich Smetana, Antonín Dvořák, Leoš Janáček, Bohuslav Martinů e Jan Dismas Zelenka, oltre ad altri compositori sia cechi che stranieri. Le incisioni riguardavano celebri solisti, gruppi da camera e orchestre sinfoniche.
Gli archivi della Supraphon contengono registrazioni dell'Orchestra Filarmonica Ceca diretta da Václav Talich, Karel Ančerl, Karel Šejna, Václav Neumann ed altri direttori, con solisti come Svjatoslav Richter, Ėmil' Gilel's, Mstislav Rostropovič, Ida Haendel, Henryk Szeryng, Hélène Boschi e André Gertler. Molte registrazioni sono state poi riedite sotto etichette Archive, Ančerl Gold Edition, Talich Special Edition. 
L'etichetta si occupava particolarmente di musica contemporanea, registrata dal Pavel Haas Quartet insignito del BBC Music Magazine' "Chamber Choice". Fra gli altri artisti che diressero per la Supraphon si ricordano Jiří Bělohlávek e sir Charles Mackerras.
Negli anni 1970 la Supraphon realizzò alcune registrazioni in four channel stereo usando il sistema SQ.
Ad esempio: Due-LP con Bedřich Smetana: Má Vlast - Orchestra Filarmonica Ceca, Direttore: Václav Neumann.
Supraphon Stereo/Quad  1410 2021/2 P 1976.
Nel 2013 la Supraphon è distributore ufficiale per la Repubblica Ceca del Warner Music Group.